# Neelotpal Das

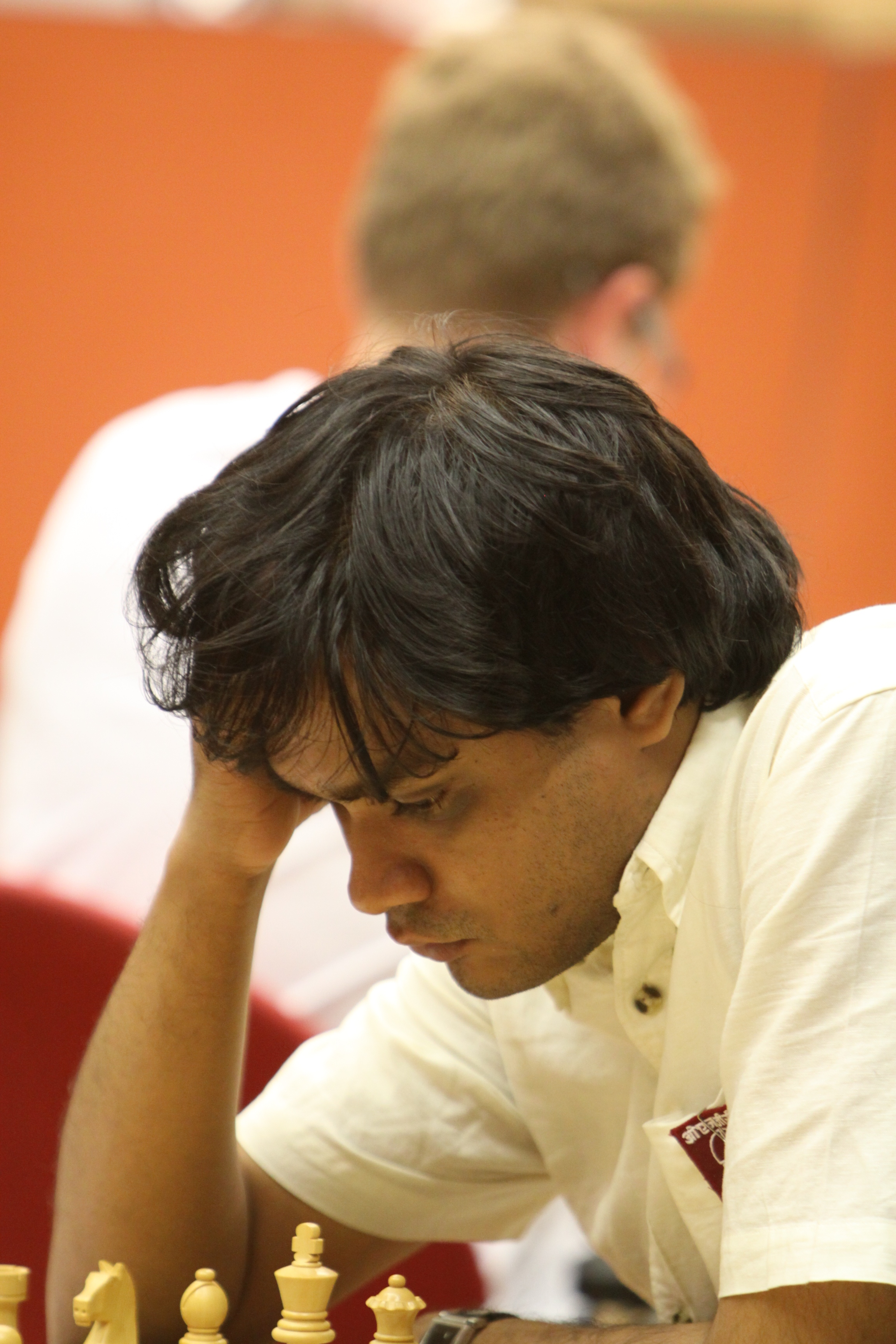
Neelotpal Das, Martigny 2011

Neelotpal Das (Calcutta, 20 april 1982) is een Indiase schaken. Sinds 2006 is hij grootmeester (GM). Hij woont in West-Bengalen.

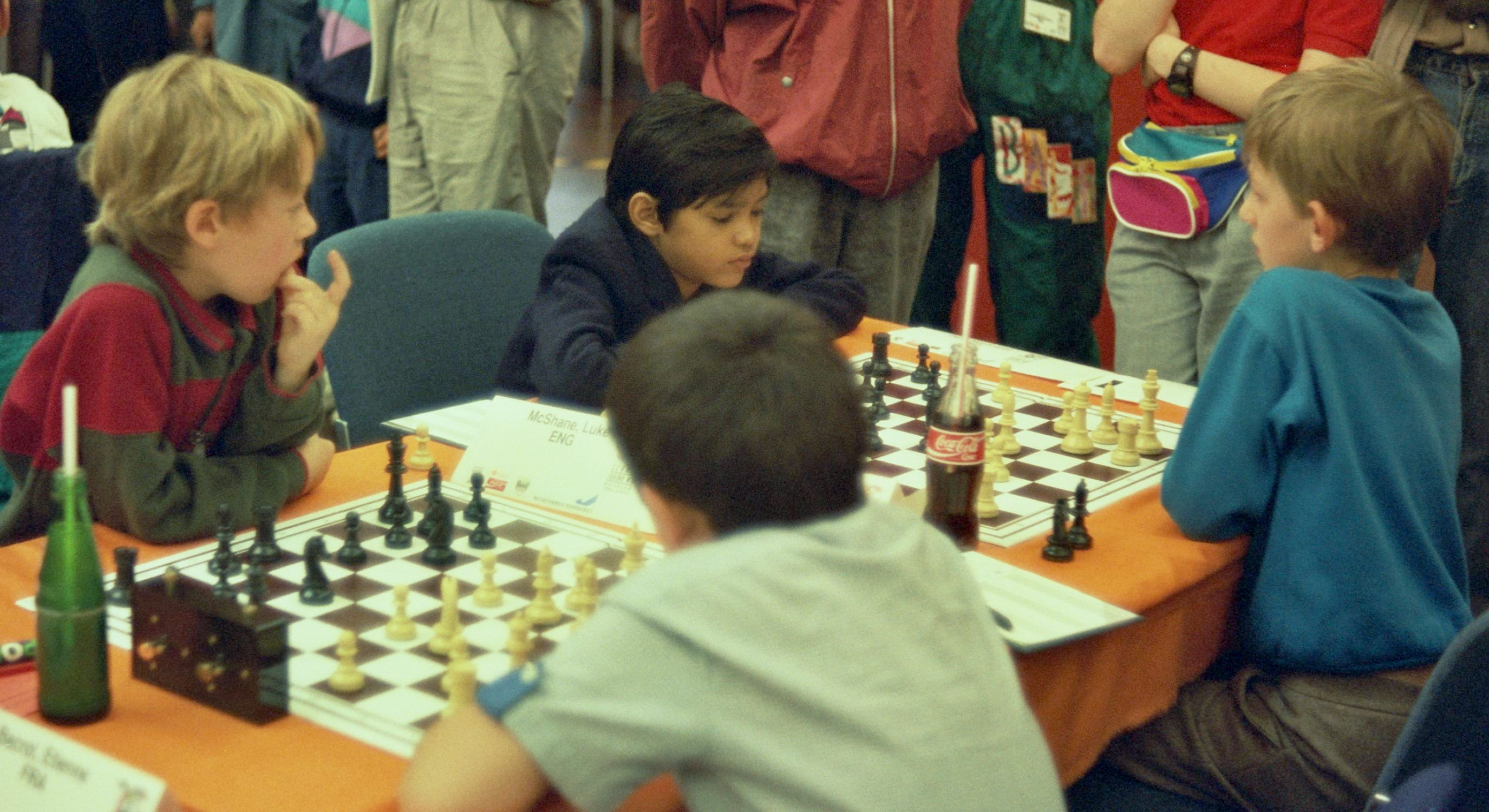
Luke McShane en Sarkhar Koelijev, en ook Neelotpal Das en Aleksandr Grisjtsjoek, op het WK jeugd (tot 10 jaar) 1992 in Duisburg

In 1992 nam hij in Duisburg deel aan het Wereldkampioenschap schaken voor jeugd in de categorie tot 10 jaar. De winnaar werd Luke McShane, voor Aleksandr Grisjtsjoek.
Neelotpal Das won het kampioenschap van India in de categorie tot 12 jaar en (op 14-jarige leeftijd) in de categorie tot 25 jaar.
In 1999 werd hij Internationaal Meester (IM).
In de B-groep van het nationale kampioenschap werd hij tweede. In 2004 nam hij deel aan het FIDE-Wereldkampioenschap schaken (knock-out) in Tripolis.
In 2006 werd hij grootmeester, de hiervoor benodigde normen behaalde hij tussen juli 2005 en april 2006 bij drie toernooien in Spanje.
In april 2022 ging hij op het Gujarat International GM Open als enige aan de leiding, nadat hij in ronde 8 de onderlinge partij had gewonnen van de speler met de hoogste rating, Neuris Delgado Ramírez. Uiteindelijk eindigde hij als tweede na te hebben verloren van Nigmatov Ortik.

## Schaakteams
Met het nationale team van India nam hij deel aan de Aziatische teamkampioenschappen van 2003 (in het derde team, waarmee hij de derde plaats bereikte) en van 2008 (in het tweede team).

## Partij
De volgende partij tegen Nigel Short wordt door Das aangemerkt als een beroemde partij.
Nigel Short - Neelotpal Das
4th United Insurance, Dhaka (Bangladesh) 1999, ronde 8
1.e4 e6 2.d4 d5 3.Pc3 Lb4 4.e5 c5 5.a3 Lc3+ 6.bxc3 Pe7 7.Dg4 Dc7 8.Dxg7 Tg8 9.Dxh7 cxd4 10.Kd1 dxc3 11.Pf3 Pc6 12.Pg5
(diagram)
12... Pd8 13.f4 Ld7 14.h4 Dc5 15.h5 Lb5 16.Lxb5 Dxb5 17.h6 Tg6 18.f5 Pxf5 19.Dh8+ Kd7 20.h7 Th6 21.Te1 Th2 22.Pxe6 Pxe6 23.Dxa8
(diagram)
23... Txg2 24.Ta2 Pe3+ 25.Lxe3 Db1+ 26.Lc1 Td2 schaakmat (0-1)
| 8 | rd                 |    | bd |    | kd |    | rd |    |
| 7 | pd                 | pd | qd |    | nd | pd |    | ql |
| 6 |                    |    | nd |    | pd |    |    |    |
| 5 |                    |    |    | pd | pl |    | nl |    |
| 4 |                    |    |    |    |    |    |    |    |
| 3 | pl                 |    | pd |    |    |    |    |    |
| 2 |                    |    | pl |    |    | pl | pl | pl |
| 1 | rl                 |    | bl | kl |    | bl |    | rl |
|   | a                  | b  | c  | d  | e  | f  | g  | h  |
|   | Stelling na 12.Pg5 |    |    |    |    |    |    |    |

| 8 | ql                  |    |    |    |    |    |    |    |
| 7 | pd                  | pd |    | kd |    | pd |    | pl |
| 6 |                     |    |    |    | nd |    |    |    |
| 5 |                     | qd |    | pd | pl | nd |    |    |
| 4 |                     |    |    |    |    |    |    |    |
| 3 | pl                  |    | pd |    |    |    |    |    |
| 2 |                     |    | pl |    |    |    | pl | rd |
| 1 | rl                  |    | bl | kl | rl |    |    |    |
|   | a                   | b  | c  | d  | e  | f  | g  | h  |
|   | Stelling na 23.Dxa8 |    |    |    |    |    |    |    |